# Mezinárodní vysokoškolský institut Žitava
Mezinárodní vysokoškolský institut Žitava (německy Internationales Hochschulinstitut Zittau; zkráceně IHI) je odbornou vysokou školou v Sasku, která sídlí v Žitavě. Jedná se o nejmladší univerzitu ve Svobodném státě Sasko, založenou 15. února 1993, která je od 1. ledna 2013 inkorporována do Technické univerzity v Drážďanech. Stalo se tak na základě rozhodnutí Saského zemského sněmu z 26. září 2012 v rámci nového zákona o vysokých školách. Mezinárodní vysokoškolský institut, jakožto centrální instituce Technické univerzity Drážďany, nabízí v trojmezí mezi Německem, Českou republikou a Polskem magisterské studium zaměřené na biodiverzitu a odpovědný management. Institut úzce spolupracuje se Senckenbergovou společností (Senckenberg-Gesellschaft) a Leibnizovým Institutem pro ekologický místní rozvoj (Leibniz-Institut für ökologische Raumentwicklung; IÖR). Na škole studuje asi 250 studentů, přibližně 60 % z nich pochází z Německa, zbývající studenti asi 40 národností pocházejí ze všech kontinentů. Vyučujícími jazyky jsou němčina a angličtina.

## Organizace
Profesury:
- Produkční hospodářství a informační technika (Thorsten Claus)
- Mezinárodní management (Stefan Eckert)
- Sociální vědy (Albert Löhr)
- Všeobecná podniková ekonomika, zejména controlling a management životního prostředí (Matthias Kramer)
- Biotechnologie životního prostředí (Martin Hofrichter)
- Ekosystémové služby (Irene Ring)

Kooperativní programy:
- Speciální zoologie (bezobratlí) (Willi Xylander – společně s Senckenberg-Gesellschaft)
- Speciální zoologie (obratlovci) (Hermann Ansorge – společně s Senckenberg-Gesellschaft)
- Biodiverzita rostlin (Karsten Wesche – společně s Senckenberg-Gesellschaft)
- Ekologická a revitalizující přestavba měst (Robert Knippschild – společně s IÖR)

Partnerské vysoké školy:
- Ekonomická univerzita ve Vratislavi, Polsko
- Technická univerzita v Liberci, Česko
- Vysoká škola Žitava/Zhořelec[2]

## Magisterské studijní programy

### Biotechnologie a aplikovaná ekologie
- Biochemie, mikrobiologie, půdní biologie, fyziologie mikrobů, enzymologie, environmentální procesní inženýrství, genetika

### Obchodní etika a odpovědný management
- Human resource management, filosofické základy hospodářských věd, koncepty podnikatelské etiky, international corporate governance, společenská odpovědnost firem jako filozofie řízení, sociologie chudoby, postnárodní institucionální pořádek a transkulturní organizace

### Mezinárodní management
- Odpovědné řízení, mezinárodní controlling, řízení dodavatelského řetězce, řízení lidských zdrojů, mezinárodní obchod a globální společnost, mezinárodní environmentální management, mezinárodní inovační management, mezikulturní komunikace + výuka cizích jazyků[2]